# San Esteban de la Sarga (Sant Esteve)

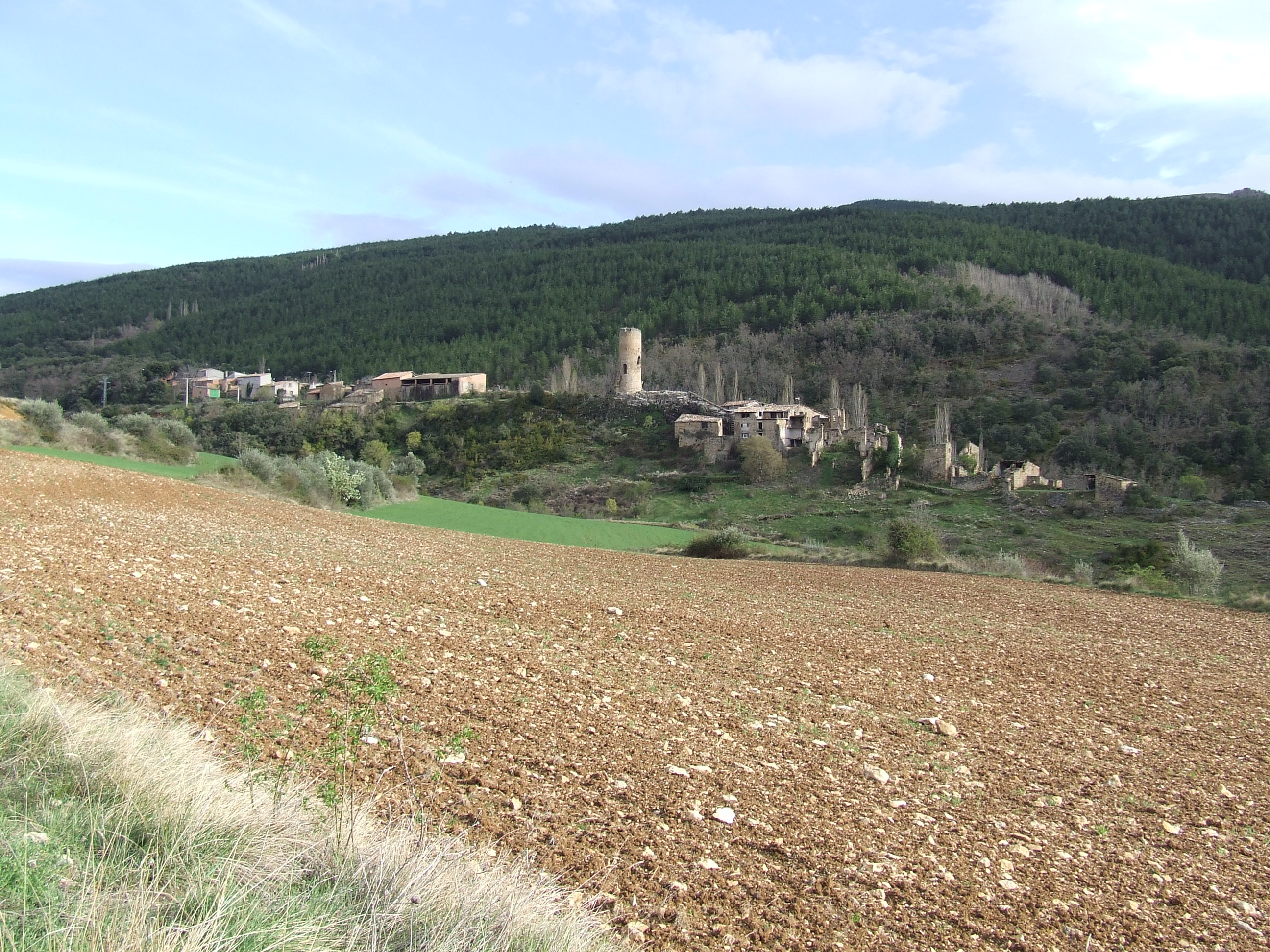
Alsamora

San Esteban de la Sarga, o Sant Esteve de la Sarga es un municipio español de la provincia de Lérida, Cataluña, situado en la comarca del Pallars Jussá, al sur de la misma y en el límite con la de la Noguera. En el censo de 1857 se llamaba San Esteban de la Sarga.

## Símbolos
- El escudo de San Esteban de la Sarga se define por el siguiente blasón:

«Escudo en losange de ángulos rectos: de gules, un collado de oro rodeado de diez estrellas de argén puestas en orla. Al timbre, una corona mural de pueblo.»
Blasón aprobado el 8 de febrero de 2005 y publicado en el DOGC n.º 4.334 de 2 de marzo de 2005.
Anteriormente el municipio utilizaba un escudo con el siguiente blasón: 
«Partido; primero, de azur, una corona de príncipe de oro; segundo, de oro, cuatro palos de gules.»

Representación del escudo antiguo de Sant Esteve de la Sarga.
Representación del escudo actual de Sant Esteve de la Sarga.

## Demografía
Cuenta con una población de 127 habitantes (INE 2024).
| Gráfica de evolución demográfica de Sant Esteve de la Sarga entre 1842 y 2021 |
| |
| Población de derecho según los censos de población del INE Población de hecho según los censos de población del INEEn estos censos se denominaba San Esteban de la Sarga: 1842 Entre el censo de 1920 y el anterior, aparece este municipio porque cambia de nombre y desaparece el municipio 25501 (Alsamora) Entre el censo de 1857 y el anterior, este municipio desaparece porque se integra en el municipio 25501 (Alsamora) |

| 1900 | 1930 | 1950 | 1970 | 1981 | 1986 |
| ---- | ---- | ---- | ---- | ---- | ---- |
| 818  | 694  | 554  | 259  | 230  | 138  |

## Entidades de población
| Entidades de población  | Habitantes (2005) |
| ----------------------- | ----------------- |
| La Agustina             | 9                 |
| Alsamora                | 23                |
| Alzina                  | 15                |
| Beniure                 | 6                 |
| Castellnou de Montsech  | 21                |
| La Clua                 | 7                 |
| Estorm                  | 13                |
| Moror                   | 25                |
| Sant Esteve de la Sarga | 20                |
| La Torre d'Amargós      | 5                 |

## Economía
Agricultura de secano (cereales, olivos, almendros).

## Lugares de interés
- Iglesia de San Esteban (San Esteban de la Sarga).
- Santuario de la Virgen de la Fabregada, de estilo románico.
- Iglesia de la Santa Cruz de la Alzina
- Iglesia de San Salvador de Estorm
- Iglesia de San Salvador de la Serra
- Iglesia de Santa María de la Clua
- Iglesia de Santa María de Amargós
- Iglesia de San Martín de las Tombetes
- Iglesia de San Miguel de Moror
- Iglesia de San Esteban (Castellnou de Montsec)
- Desfiladero de Monrebey.
- Torres de defensa medievales, en Alsamora.